# Томас Гејџ
Томас Гејџ (енгл. Thomas Gage; 1719. или 1720 — 2. април 1787) је био британски генерал, најпознатији по својој вишегодишњој служби у Северној Америци и својој улози војног команданта у првим данима Америчке револуције.
Рођен је у аристократској породици у Енглеској. Ступио је у војну службу и борио се у Француском и индијском рату, где је служио уз свог будућег противника Џорџа Вашингтона у бици на Мононгахели 1755. После заузимања Монтреала 1760, именован је за његовог војног гувернера. За то време није се војно истакао, али се показао као способан управник.
Од 1763. до 1775. године био је врховни командант британских снага у Северној Америци и надгледао је британску реакцију на Понтијакову побуну 1763. Такође је 1774. именован за војног гувернера провинције Масачусетског залива, са упутствима да примени Неподношљиве законе и казни становнике Масачусетса због Бостонске чајанке. Његови покушаји да заплени војне магацине патриотиских милиција у априлу 1775. је изазвало битке код Лексингтона и Конкорда, што је био почетак Америчког рата за независност. После пирове победе у јуну у бици код Банкер Хила, у октобру 1775. га је заменио генерал Вилијам Хау и Гејџ се вратио у Британију.